# Jihokorejská hokejová reprezentace
Jihokorejská hokejová reprezentace je hokejová reprezentace Jižní Koreje. V roce 2019 jsou na 21. místě v žebříčku IIHF a v roce 2021 to již bylo na 19. místě. Na mistrovství světa v hokeji soutěžili v divizi IA obsadili, 2. místo také zásluhou pěti naturalizovaných Kanaďanů a roku 2018 si tak poprvé v historii zahráli na ZOH 2018 a v elitní skupině ve které neuhráli ani bod a tak sestoupily zpátky. Tento tým drží světový rekord nejvyššího vítězství v ledním hokeji, Jižní Korea dokázala porazit Thajsko roku 1998 v Mistrovství Asie a Oceánie juniorů téměř neuvěřitelně 92:0. Historicky první utkání proti České republice sehrála Jižní Korea 15. února 2018 v Kangnungu v rámci ZOH 2018 a prohrála 1:2.

## Zimní olympijské hry
| Hokej na ZOH | Místo ZOH                   | Umístění  | Soupisky |
| ------------ | --------------------------- | --------- | -------- |
| ZOH – 2018   | Jižní Korea (Pchjongčchang) | 12. místo | Soupiska |

## Mistrovství světa
- divize D1
- divize D2
- Legenda: červené podbarvení - sestup, zelené podbarvení - postup, fialové podbarvení - reorganizace, změna skupiny či soutěže

| Rok                 | Místo turnaje                   | Umístění                         |
| ------------------- | ------------------------------- | -------------------------------- |
| MS – 2001 divize D2 | Španělsko                       | místo (postup)                   |
| MS – 2002 divize D1 | Nizozemsko                      | 6. místo (sestup)                |
| MS – 2003 divize D2 | Jižní Korea                     | místo (postup)                   |
| MS – 2004 divize D1 | Polsko                          | 6. místo (sestup)                |
| MS – 2005 divize D2 | Chorvatsko                      | Bronzová medaile                 |
| MS – 2006 divize D2 | Nový Zéland                     | Stříbrná medaile                 |
| MS – 2007 divize D2 | Jižní Korea                     | místo (postup)                   |
| MS – 2008 divize D1 | Rakousko                        | 6. místo (sestup)                |
| MS – 2009 divize D2 | Bulharsko                       | místo (postup)                   |
| MS – 2010 divize D1 | Slovinsko                       | 5. místo                         |
| MS – 2011 divize D1 | Maďarsko                        | Bronzová medaile                 |
| MS – 2012 divize D1 | Polsko                          | Zlatá medaile                    |
| MS – 2013 divize D1 | Maďarsko                        | 5. místo                         |
| MS – 2014 divize D1 | Jižní Korea                     | 6. místo (sestup)                |
| MS – 2015 divize D1 | Nizozemsko                      | místo (postup)                   |
| MS – 2016 divize D1 | Polsko                          | 5. místo                         |
| MS – 2017 divize D1 | Ukrajina                        | místo (postup)                   |
| MS – 2018           | Dánsko (Herning)                | 16. místo (sestup)               |
| MS – 2019 divize D1 | Kazachstán                      | Bronzová medaile                 |
| MS – 2020 divize D1 | Slovinsko a Polsko              | Zrušeno kvůli pandemii covidu-19 |
| MS – 2021 divize D1 | Slovinsko a Polsko              | Zrušeno kvůli pandemii covidu-19 |
| MS – 2022 divize D1 | Slovinsko a Polsko              | Zrušeno kvůli pandemii covidu-19 |
| MS – 2023 divize D1 | Spojené království (Nottingham) | 4. místo                         |
| MS – 2024 divize D1 | Itálie (Bolzano)                | 6. místo (sestup)                |
| MS – 2025 divize D1 | Estonsko (Tallinn)              | Bronzová medaile                 |

## Dresy
| ZOH 2018 |
|          |